# República de Hungría (1919-1920)
La República Húngara (en húngaro: Magyar Köztársaság) fue una república de corta duración que existió entre agosto de 1919 y febrero de 1920 en las partes central y occidental de la antigua Primera República Húngara (que controlaba la mayor parte de la actual Hungría y partes de la actual Austria, Eslovaquia y Eslovenia). El estado fue establecido después de la guerra húngaro-rumana por fuerzas contrarrevolucionarias que buscaban volver al status quo anterior al 31 de octubre de 1918.
Tras este período, los Aliados de la Primera Guerra Mundial presionaron severamente a los húngaros para que se replegaran tras las líneas de demarcación de la posguerra como parte de la Conferencia de Paz de París de 1919. Esta fue la intención de los Aliados de establecer nuevos estados nacionales entre los ciudadanos no húngaros del antiguo reino, cuyos principales beneficiarios fueron el Reino de Rumania, el Reino de los Serbios, Croatas y Eslovenos, la República de Austria y la República de Checoslovaquia. Posteriormente, la República se transformó de nuevo en el Reino de Hungría, que firmó el Tratado de Trianón bajo protesta.

## Historia
El 6 de agosto de 1919, István Friedrich, líder de la Asociación de Camaradas de la Casa Blanca (un grupo contrarrevolucionario de derecha), derrocó al gobierno de Gyula Peidl y tomó el poder mediante un golpe de Estado con el apoyo del Real Ejército Rumano. El golpe de Estado fue recibido con amplia aprobación en Hungría. Al día siguiente, José Augusto se autoproclamó regente de Hungría (ocupó el cargo hasta el 23 de agosto, cuando se vio obligado a dimitir) y nombró a Federico primer ministro. Fue sucedido por Károly Huszár el 24 de noviembre, quien ejerció como primer ministro y presidente interino hasta la restauración de la monarquía unos meses después.

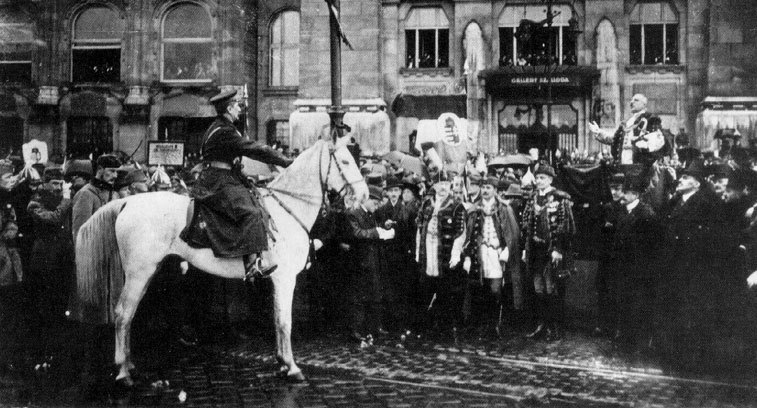
El almirante Miklós Horthy entra en Budapest como jefe del Ejército Nacional el 16 de noviembre de 1919. Es recibido por funcionarios de la ciudad frente al Hotel Gellért.

Un gobierno autoritario militantemente anticomunista compuesto por oficiales militares entró en Budapest en noviembre siguiendo los pasos de los rumanos. Se desató un "terror blanco" que condujo al encarcelamiento, tortura y ejecución sin juicio de comunistas, socialistas, judíos, intelectuales de izquierda, simpatizantes de los regímenes de Károlyi y Kun y otros que amenazaban el orden político tradicional húngaro que los oficiales buscaban restablecer. Se estima que el número de ejecuciones fue de aproximadamente 5.000. Además, unas 75.000 personas fueron encarceladas. En particular, la derecha húngara y las fuerzas rumanas tomaron como blanco a los judíos como medida de represalia. Finalmente, el Terror Blanco obligó a casi 100.000 personas a abandonar el país, la mayoría de ellas socialistas, intelectuales y judíos de clase media.
En 1920 y 1921 el caos interno asoló Hungría. El Terror Blanco continuó plagando a judíos e izquierdistas, el desempleo y la inflación se dispararon, y refugiados húngaros sin dinero cruzaron la frontera desde países vecinos y sobrecargaron la economía tambaleante. El gobierno ofreció poco apoyo a la población. En enero de 1920, hombres y mujeres húngaros emitieron las primeras votaciones secretas en la historia política del país y eligieron una gran mayoría contrarrevolucionaria y agraria para el parlamento unicameral. Surgieron dos partidos políticos principales: el Partido de la Unión Nacional Cristiana, socialmente conservador, y el Partido Nacional de Pequeños Productores y Trabajadores Agrícolas, que abogaba por una reforma agraria. El 29 de febrero de 1920, el Parlamento restauró la monarquía húngara, poniendo fin a la república, y en marzo anuló tanto la Pragmática Sanción de 1723 como el Compromiso de 1867. El parlamento pospuso la elección de un rey hasta que se calmaran los disturbios civiles. El ex almirante austrohúngaro Miklós Horthy se convirtió en regente, cargo que ocuparía hasta 1944.